# 世上无所羡慕 (短语)
世上无所羡慕是朝鲜政治宣传中的常用短语。

## 用法
自1970年代以来，朝鲜儿童在太阳节和光明星节期间收到的礼品包就印有这段短语。该句亦为2016年纪念朝鲜少年团成立70周年演出之题。1972年，为纪念朝鲜少年团成立25周年，金刚山上的一块岩石刻上了此句。这句话也印在朝鲜圆上。

## 相关作品

### 歌曲
金赫于1961年创作此歌。这首歌在1980年代被普遍传唱，但由于1990年代爆发大饥荒，这首歌一度销声匿迹，直到2016年儿童节后才重新传唱。该歌曲于2016年5月获得金正日奖和金日成奖。据每日朝鲜报道，此歌的歌词在朝鲜人中被戏仿。

### 电影
该片拍摄于1970年，由曾执导朝鲜电影《卖花姑娘》的朴学监制。这部电影运用了崔承喜风格的扇子舞，该版本系根据金正日指示于1970年所创作之作品。这部电影在朝鲜被认为是运用伴唱技术的最伟大的电影之一。